# Gauteng
Gauteng (phát âm tiếng Sotho: [xɑ́úˈtʼèŋ̀]), nghĩa là "nơi chứa vàng", là một trong chín tỉnh của Nam Phi. Nó được tạo nên từ một phần của tỉnh Transvaal cũ sau cuộc bầu cử đa sắc tộc đầu tiên của Nam Phi vào tháng 4 năm 1994. Ban đầu tên Pretoria–Witwatersrand–Vereeniging (PWV), tỉnh được đổi tên thành "Gauteng" vào tháng 10 cùng năm.
Tọa lạc trên Highveld, Gauteng là tỉnh nhỏ nhất Nam Phi, chỉ chiếm 1,5% diện tích đất. Tỉnh được đô thị hóa cao độ, với thành phố lớn nhất (Johannesburg) và thủ đô hành chính (Pretoria) của Nam Phi nằm bên trong. Tỉnh còn có những thành phố công nghiệp như Midrand và Vanderbijlpark. Tính đến  năm 2017, Gauteng là tỉnh đông dân nhất Nam Phi với dân số ước tính chừng 14.200.000 người.

## Từ nguyên
Cái tên Gauteng bắt nguồn từ tiếng Sotho, "gauta" ("vàng") + hậu tố cách vị trí "-eng". "Gauta" lại xuất phát từ "goud" trong tiếng Hà Lan. Từng có một nền công nghiệp khai thác vàng lớn mạnh ở tỉnh này sau vàng được phát hiện năm 1886 ở Johannesburg. Tại Sesotho, tên "Gauteng" từng được dùng cho Johannesburg và vùng lân cận từ lâu trước khi nó trở thành tên tỉnh.

## Địa lý

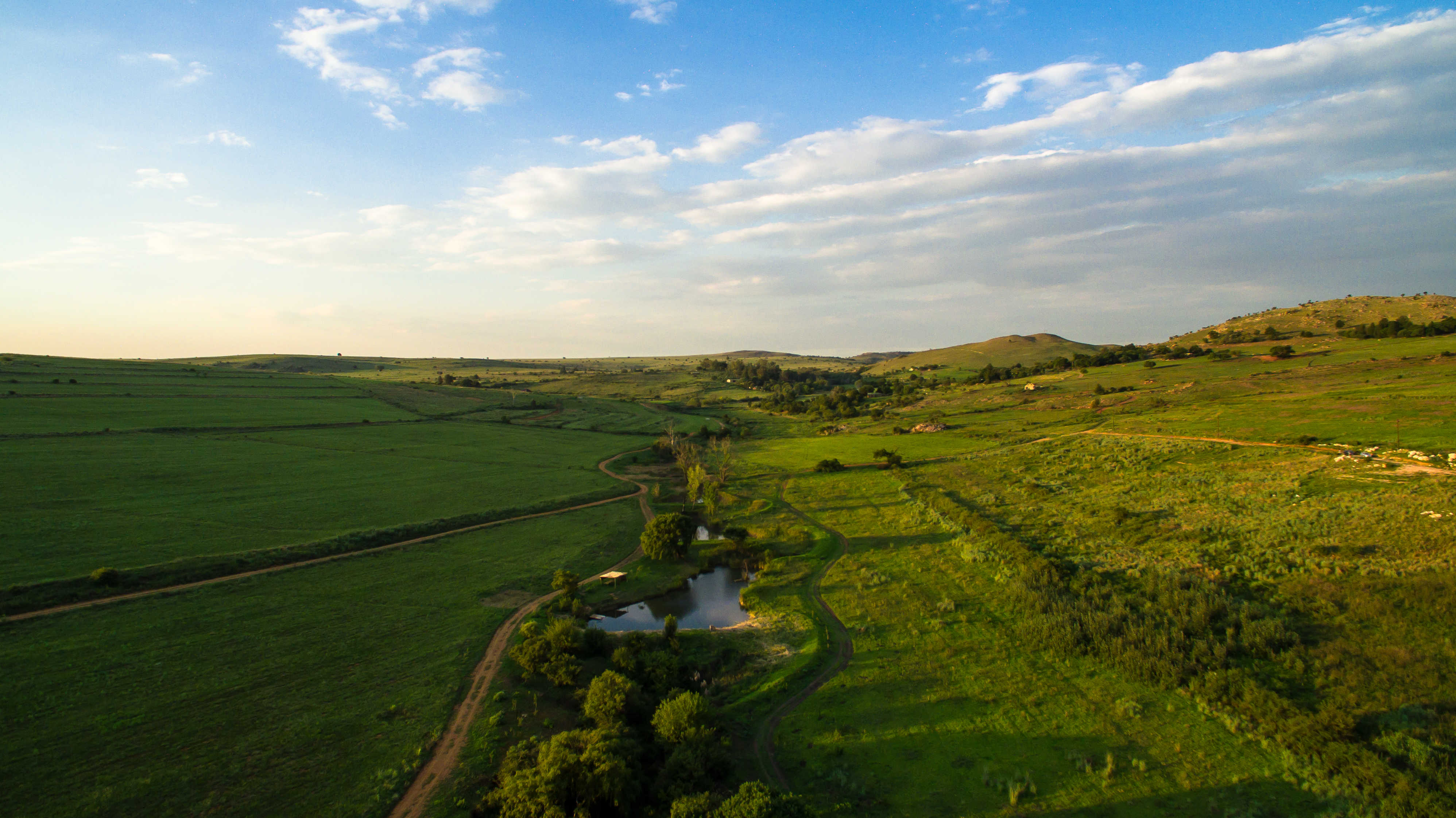
Đồi gợn sóng tạo cảnh quan vùng nông thôn Gauteng ngay ở phía bắc Johannesburg.

Biên giới phía nam của Gauteng là sông Vaal, chia tách nó khỏi Free State. Nó cũng tiếp giáp tỉnh Tây Bắc về phía tây, Limpopo về phía bắc, và Mpumalanga về phía đông. Gauteng tỉnh duy nhất vừa không giáp biển vừa không có biên giới với quốc gia khác. Đa phần diện tích Gauteng nằm trên Highveld, một vùng đồng cỏ cao nguyên (khoảng 1.500 m hay 4.921 ft trên mực nước biển). Giữa Johannesburg và Pretoria có những dãy núi thấp và đồi gợn sóng. Ở mạn bắc, khí hậu có xu hướng thiên về cận nhiệt đới hơn, do có độ cao thấp hơn.

### Khí hậu
Khí hậu được ảnh hưởng bởi độ cao là chính. Dù nằm trong vùng cận nhiệt đới, khí hậu tương đối mát, nhất là ở Johannesburg, ở 1.700 m (5.577 ft) trên mực nước biển (Pretoria ở 1.330 m hay 4.364 ft). Mưa chủ yếu đổ trong những cơn dông ngắn lúc chiều tối. Mùa đông lạnh khô với sương xuất hiện ở mạn nam tỉnh. Trời hiếm khi đổ tuyết, nhưng đã từng xảy ra tại Johannesburg trong vài dịp.

### Thành phố và thị trấn
- Johannesburg
- Pretoria
- Soweto
- Benoni
- Carletonville
- Centurion
- Edenvale
- Kempton Park
- Boksburg
- Alexandra
- Springs
- Krugersdorp
- Vereeniging
- Vanderbijlpark
- Germiston
- Alberton
- Ga-Rankuwa
- Midrand
- Braamfontein
- Heidelberg
- Magaliesburg
- Sandton
- Parkhurst
- Rosebank
- Randburg
- Houghton
- Bedfordview